# Nikki Szofia
Nikki Szofia, pseudoniem van Nikki Verhoeven (Amsterdam, 6 september 1997), is een Nederlands schrijver, dichter, spoken word artiest, singer-songwriter en kleinkunstenaar.

## Opleiding en werk
Verhoeven deed een bachelor in Antropologie en Ontwikkelingssociologie aan de Universiteit van Amsterdam. Naast haar creatieve schrijven heeft ze onder haar officiële naam Nikki Verhoeven geschreven voor de journalistieke platforms Cul en Redpers. Ze schreef meerdere malen over Hongaars nationalisme (wat ook onderdeel van haar afstudeeronderzoek was).  In 2023 was ze finalist van Poetry Slam Amersfoort.

## Stadsdichter
Op 30 november 2023 werd ze gekozen als Stadsdichter van Amstelveen voor een periode van twee jaar.